# Svatý Baudolino
Svatý Baudolino (700?–740?) byl poustevník, který žil v době lombardského krále Liutpranda ve Forum Fulvii (dnešní Villa del Foro), na dolním toku řeky Tanaro v severozápadní Itálii. Snad pocházel ze šlechtické rodiny, ale rozhodl se pro prostý život v chatrči poblíž řeky a rozdal veškerý svůj majetek chudým. Je patronem nedalekého města Alessandria, kde se každý rok první neděli následující po 10. listopadu slaví jeho svátek.

## Život
Poprvé je zmiňován v Historia Langobardorum (Dějiny Langobardů), sepsané asi 40 let po jeho smrti Pavlem Diaconem. Zde je Baudolino popisován jako "muž neuvěřitelné svatosti...který byl proslulý mnoha zázraky", který byl obdařen darem jasnozřivosti. Je známý záznam jednoho z jeho zázraků. Když král Liutprand lovil poblíž Baudolinova Fora a jeho synovec Aufusus byl nešťastně zraněn šípem, král poslal k Baudolinovi s prosbou o modlitbu k zachránění chlapcova života. Posel ale přinesl odpověď: "Vím, z jakého důvodu přicházíš, ale to, pro co jsi přišel, nemůže být vykonáno, protože chlapec je mrtvý." Aufusus skutečně zemřel a Liutprand na základě toho usoudil, že Baudolino disponuje darem jasnovidectví.
Baudolino zemřel kolem roku 740, pochován byl na Forum Fulvii.

## Odkaz a legenda
Čtyři století poté bylo zbudováno město Alessandria jako bašta Lombardské ligy proti Svaté říši římské. Obyvatelé Fora byli přestěhováni do nového města a vzali s sebou i ostatky svatého. Podle tradice měl pak Baudolino v roce 1174 vystoupit na hradby města a zahnat na útěk císařské jednotky, které jej obléhaly. V roce 1189 byl na jeho počest postaven kostel, náležející pod správu humiliátů. Tito mniši a dominikáni, kteří se snažili žebravý řád humiliátů potlačit, rozpracovali sporé informace o Baudolinově životě a rozšířili anachronickou zprávu, že patřil k řádu humiliátů, a že byl alessandrijským arcibiskupem.
V roce 1786 byl svatý Baudolino prohlášen za hlavního patrona alessandrijské arcidiecéze a města Alessandrie. S uzavřením původního kostela v roce 1803 byly baudolinovy ostatky přeneseny do kostela Sant Alessandro a následně v roce 1810 do jemu zasvěcené kaple v nové katedrále.
V roce 2000 vydal alessandrijský rodák Umberto Eco historizující román Baudolino, v němž se stejnojmenný hlavní hrdina jako chlapec několikrát se svatým Baudolinem potkává: "...jak se toulávám po lesích kolem Fraskety hlavně když je Mlha že si člověk nevidí na špičku Nosu to se pak najednou něco vynoří a člověk neví odkud se to vzalo já tam mívám Vidění jednou jsem spatřil Jednorožce a taky svatého Baudolina..." Ecův hrdina se světci podobá právě schopností jasnozřivosti.

## Atributy a ikonografie
Svatý Baudolino bývá zobrazován oblečený jako biskup, obklopen husami, jeleny a další zvěří, která mu podle legendy jako poustevníkovi naslouchala.